# Novovoronež
Novovoronež in russo Нововоро́неж? (anche traslitterata come Novovoronezh) è una città della Russia europea sudoccidentale, situata nell'Oblast' di Voronež, 55 km a sud del capoluogo, sul fiume Don.
Fondata nel 1958 come Novovoronežskij durante la costruzione di una centrale nucleare, divenne poi città nel 1987, ora ospita la Centrale nucleare di Novovoronež e la Centrale nucleare di Novovoronež 2,

## Società

### Evoluzione demografica
Fonte: mojgorod.ru
- 1979: 26.700
- 1989: 35.700
- 2002: 36.961
- 2006: 36.000